# Gypsophila oligosperma
Gypsophila oligosperma är en nejlikväxtart som beskrevs av Krasnova. Gypsophila oligosperma ingår i släktet slöjor, och familjen nejlikväxter. Inga underarter finns listade i Catalogue of Life.